# Biars-sur-Cère
Biars-sur-Cère est une commune française, située dans le nord-est du département du Lot, en région Occitanie.
Elle est également dans la Limargue, une région naturelle occupant une dépression verdoyante entre les causses du Quercy et le Ségala quercynois.
Exposée à un climat océanique altéré, elle est drainée par la Cère et par deux autres cours d'eau. Incluse dans le bassin de la Dordogne, la commune possède un patrimoine naturel remarquable : un site Natura 2000 (la « vallée de la Cère et tributaires ») et deux zones naturelles d'intérêt écologique, faunistique et floristique.
Biars-sur-Cère est une commune rurale qui compte 1 968 habitants en 2022, après avoir connu une forte hausse de la population depuis 1962. Elle est ville-centre de l'agglomération de Biars-sur-Cère et fait partie de l'aire d'attraction de Biars-sur-Cère - Saint-Céré. Ses habitants sont appelés les Biarnais ou  Biarnaises.

## Géographie

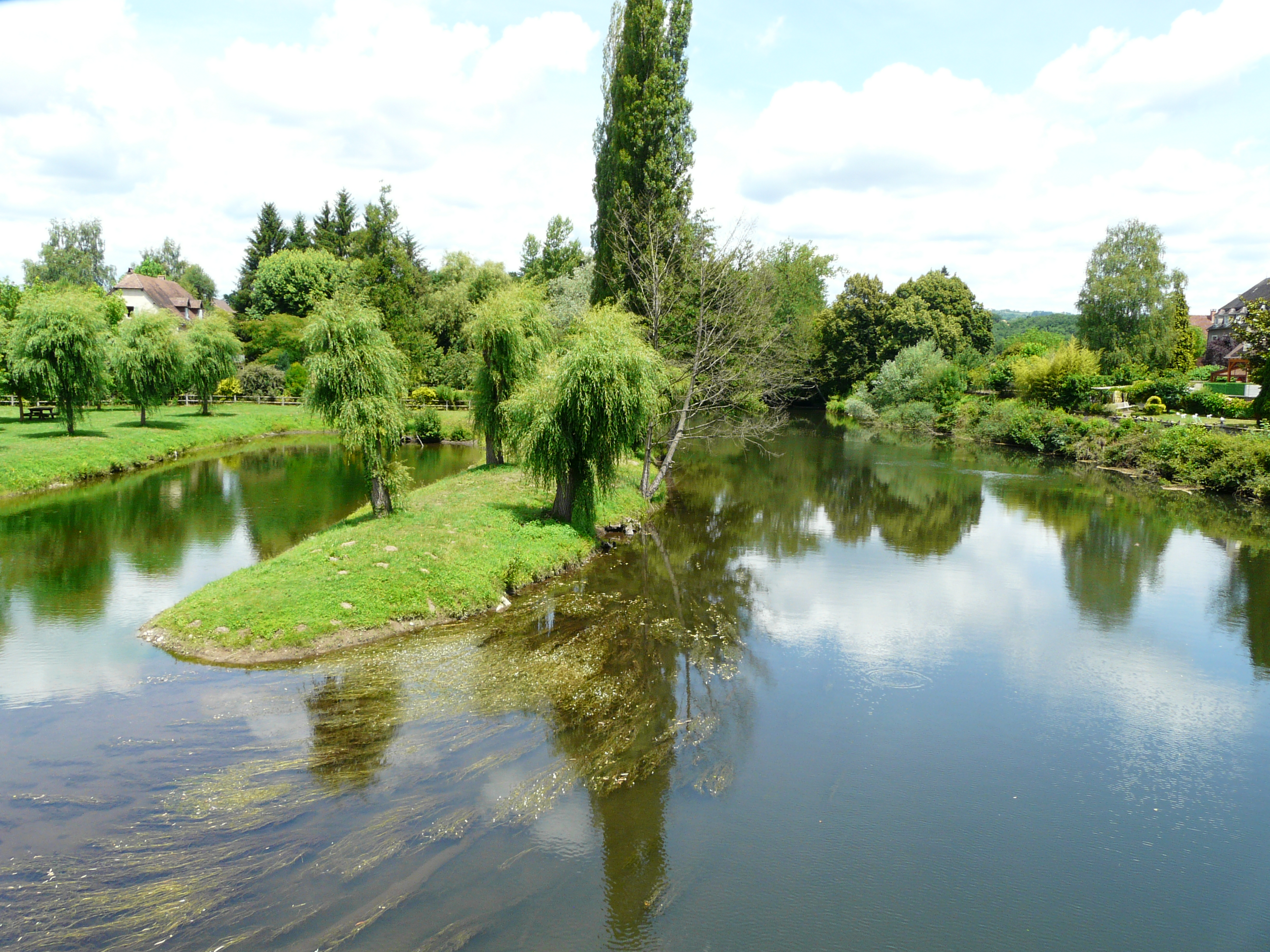
La Cère en amont du pont de la route départementale 940, entre Biars-sur-Cère (à gauche) et Bretenoux (à droite).

Ville située à l'extrême nord du Lot, à la limite avec le département de la Corrèze, dans les vallées de la Cère et de la Dordogne sur l'ancienne route nationale 140. Elle forme une agglomération avec la commune voisine de Bretenoux.

### Communes limitrophes
Les communes limitrophes sont  Bretenoux, Gagnac-sur-Cère, Girac et Glanes.
|       | Gagnac-sur-Cère |        |
| Girac | Biars-sur-Cère  | Glanes |
|       | Bretenoux       |        |

### Climat
Pour des articles plus généraux, voir Climat de l'Occitanie et Climat du Lot.
En 2010, le climat de la commune est de type climat océanique altéré, selon une étude s'appuyant sur une série de données couvrant la période 1971-2000. En 2020, Météo-France publie une typologie des climats de la France métropolitaine dans laquelle la commune est exposée à un climat de montagne ou de marges de montagne et est dans la région climatique Ouest et nord-ouest du Massif Central, caractérisée par une pluviométrie annuelle de 900 à 1 500 mm, maximale en automne et en hiver.
Pour la période 1971-2000, la température annuelle moyenne est de 13 °C, avec une amplitude thermique annuelle de 16,3 °C. Le cumul annuel moyen de précipitations est de 978 mm, avec 10,7 jours de précipitations en janvier et 7 jours en juillet. Pour la période 1991-2020, la température moyenne annuelle observée sur la station météorologique la plus proche, située sur la commune de Camps-Saint-Mathurin-Léobazel à 13 km à vol d'oiseau, est de 11,1 °C et le cumul annuel moyen de précipitations est de 1 432,2 mm,. Pour l'avenir, les paramètres climatiques de la commune estimés pour 2050 selon différents scénarios d’émission de gaz à effet de serre sont consultables sur un site dédié publié par Météo-France en novembre 2022.

### Milieux naturels et biodiversité

#### Espaces protégés
La protection réglementaire est le mode d’intervention le plus fort pour préserver des espaces naturels remarquables et leur biodiversité associée,.
Deux espaces protégés sont présents sur la commune : 
- le bassin de la Dordogne, réserve de biosphère, zone de transition, d'une superficie de 1 880 257,7 ha[10] ;
- le bassin de la Dordogne, réserve de biosphère, zone tampon, d'une superficie de 507 001,1 ha[11].

#### Réseau Natura 2000

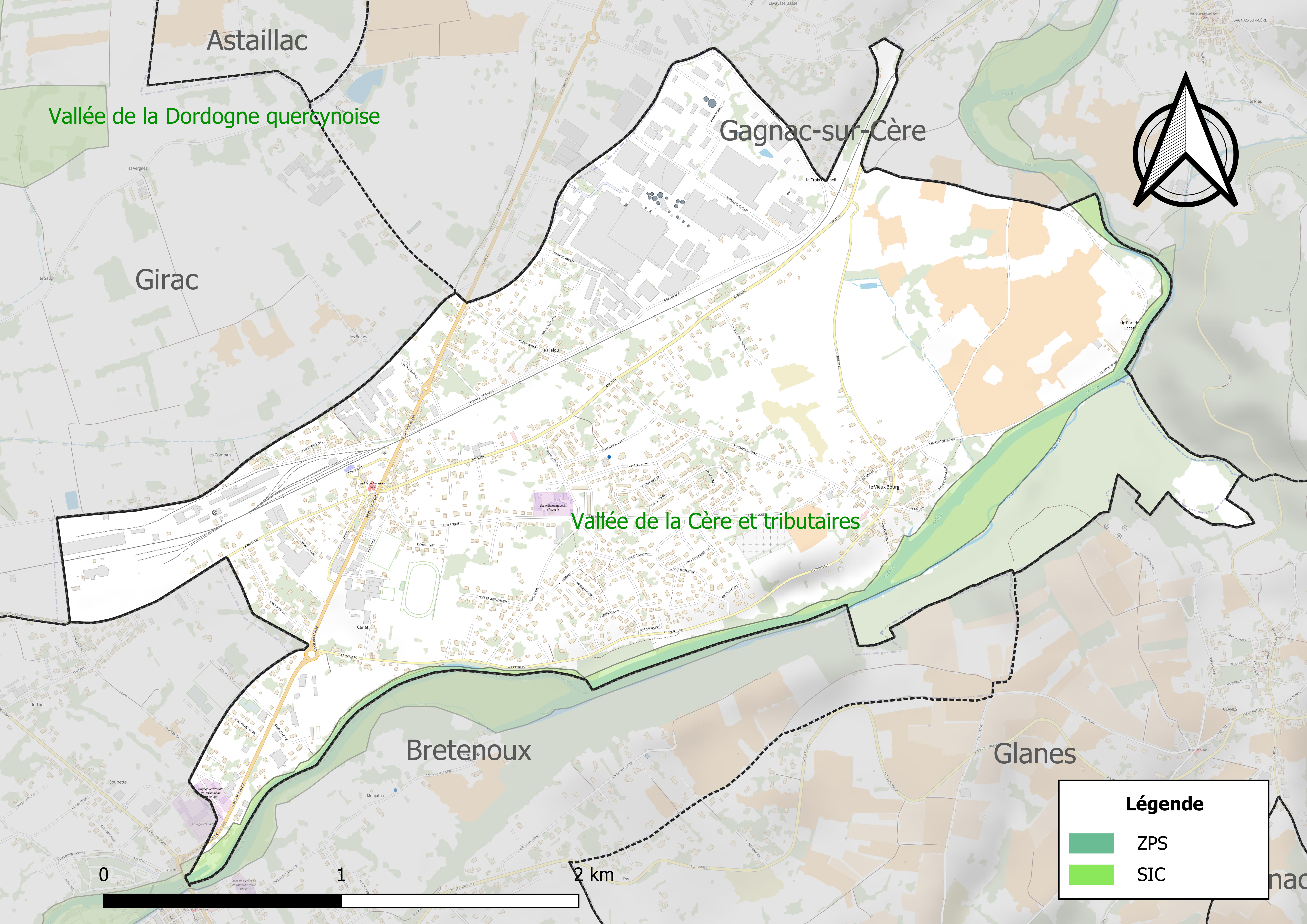
Site Natura 2000 sur le territoire communal.

Le réseau Natura 2000 est un réseau écologique européen de sites naturels d'intérêt écologique élaboré à partir des directives habitats et oiseaux, constitué de zones spéciales de conservation (ZSC) et de zones de protection spéciale (ZPS).
Un site Natura 2000 a été défini sur la commune au titre de la directive habitats : la « vallée de la Cère et tributaires », d'une superficie de 3 031 ha, qui présente un intérêt notable largement lié à la présence de frayères potentielles pour les poissons migrateurs anadromes (Salmo salar, Petromyzon marinus) ainsi que par la présence de la loutre.

#### Zones naturelles d'intérêt écologique, faunistique et floristique
L’inventaire des zones naturelles d'intérêt écologique, faunistique et floristique (ZNIEFF) a pour objectif de réaliser une couverture des zones les plus intéressantes sur le plan écologique, essentiellement dans la perspective d’améliorer la connaissance du patrimoine naturel national et de fournir aux différents décideurs un outil d’aide à la prise en compte de l’environnement dans l’aménagement du territoire.
Une ZNIEFF de type 1 est recensée sur la commune :
la « rivière de la Cère et ruisseau d'Orgues » (737 ha), couvrant 14 communes dont une dans le Cantal, quatre dans la Corrèze et neuf dans le Lot et une ZNIEFF de type 2, : 
la « vallée et gorges de la Cère » (6 777 ha), couvrant 22 communes dont quatre dans le Cantal, six dans la Corrèze et 12 dans le Lot.

Carte des ZNIEFF de type 1 et 2 à Biars-sur-Cère.
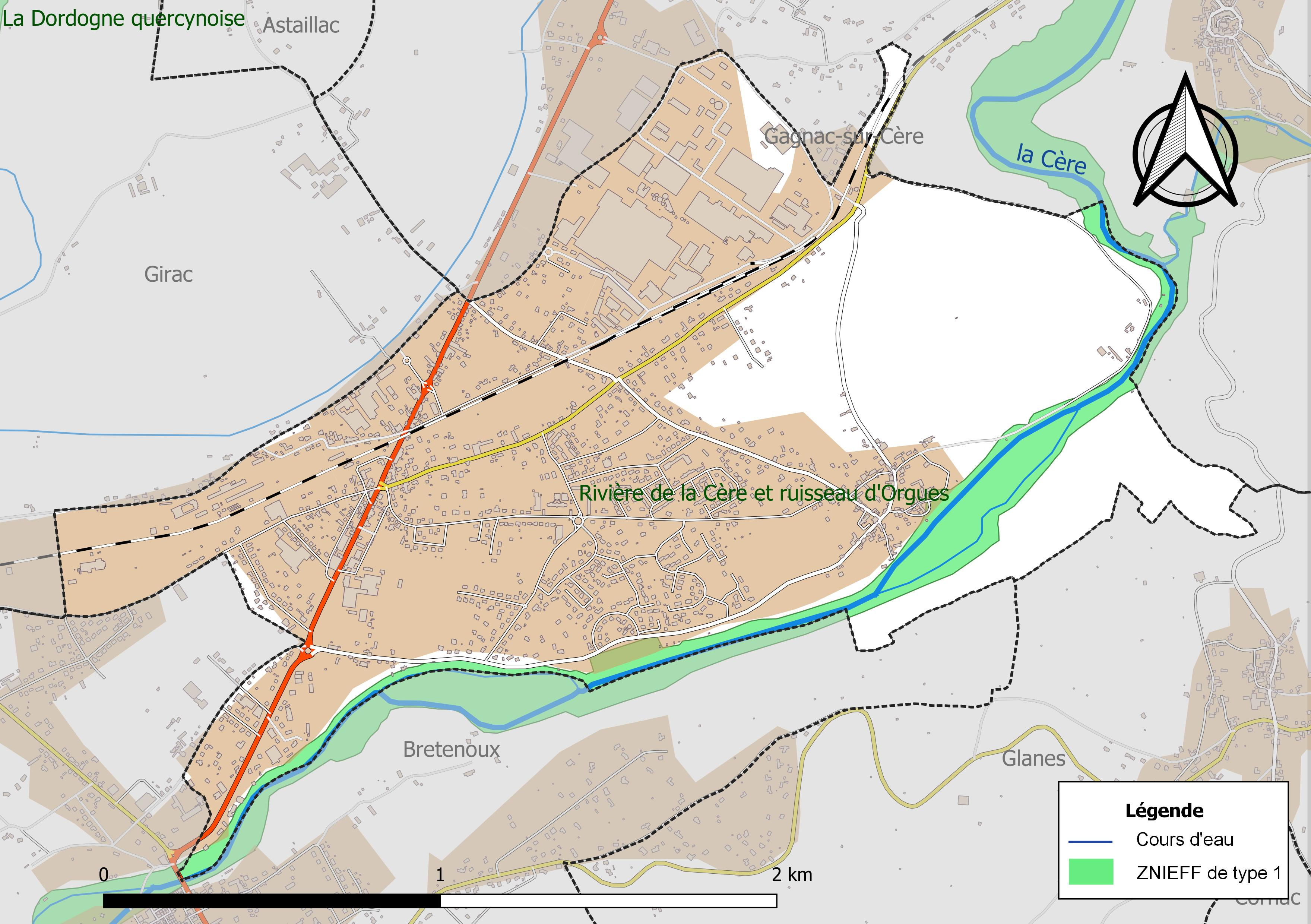
Carte de la ZNIEFF de type 1 sur la commune.
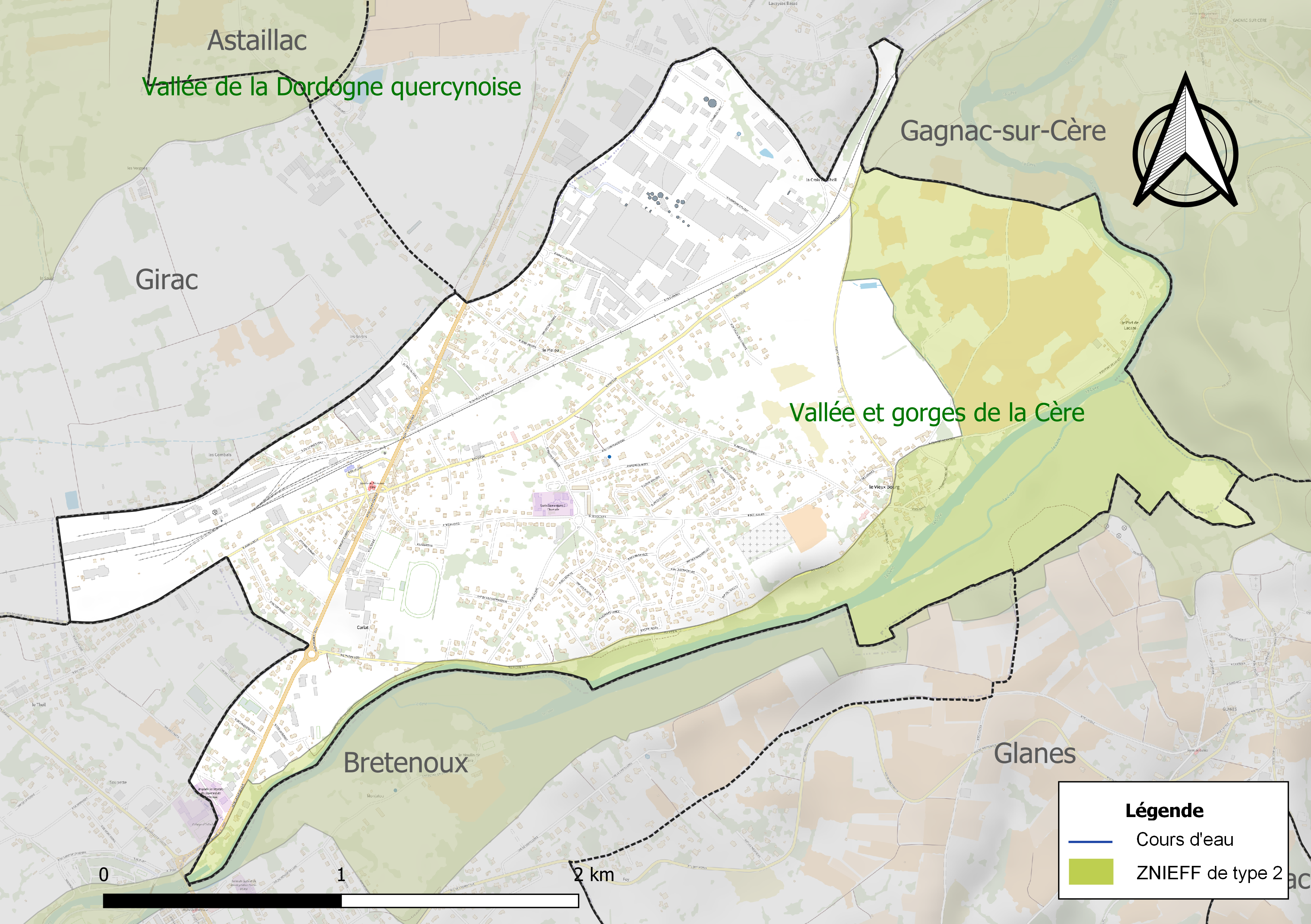
Carte de la ZNIEFF de type 2 sur la commune.

## Urbanisme

### Typologie
Au 1er janvier 2024, Biars-sur-Cère est catégorisée bourg rural, selon la nouvelle grille communale de densité à sept niveaux définie par l'Insee en 2022.
Elle appartient à l'unité urbaine de Biars-sur-Cère, une agglomération intra-départementale regroupant quatre  communes, dont elle est ville-centre,,. Par ailleurs la commune fait partie de l'aire d'attraction de Biars-sur-Cère - Saint-Céré, dont elle est la commune-centre,. Cette aire, qui regroupe 49 communes, est catégorisée dans les aires de moins de 50 000 habitants,.

### Occupation des sols
L'occupation des sols de la commune, telle qu'elle ressort de la base de données européenne d’occupation biophysique des sols Corine Land Cover (CLC), est marquée par l'importance des territoires artificialisés (64,1 % en 2018), en augmentation par rapport à 1990 (52,1 %). La répartition détaillée en 2018 est la suivante : 
zones urbanisées (45 %), zones industrielles ou commerciales et réseaux de communication (19,1 %), zones agricoles hétérogènes (13,8 %), forêts (13,3 %), cultures permanentes (8,7 %), prairies (0,1 %). L'évolution de l’occupation des sols de la commune et de ses infrastructures peut être observée sur les différentes représentations cartographiques du territoire : la carte de Cassini (XVIIIe siècle), la carte d'état-major (1820-1866) et les cartes ou photos aériennes de l'IGN pour la période actuelle (1950 à aujourd'hui).

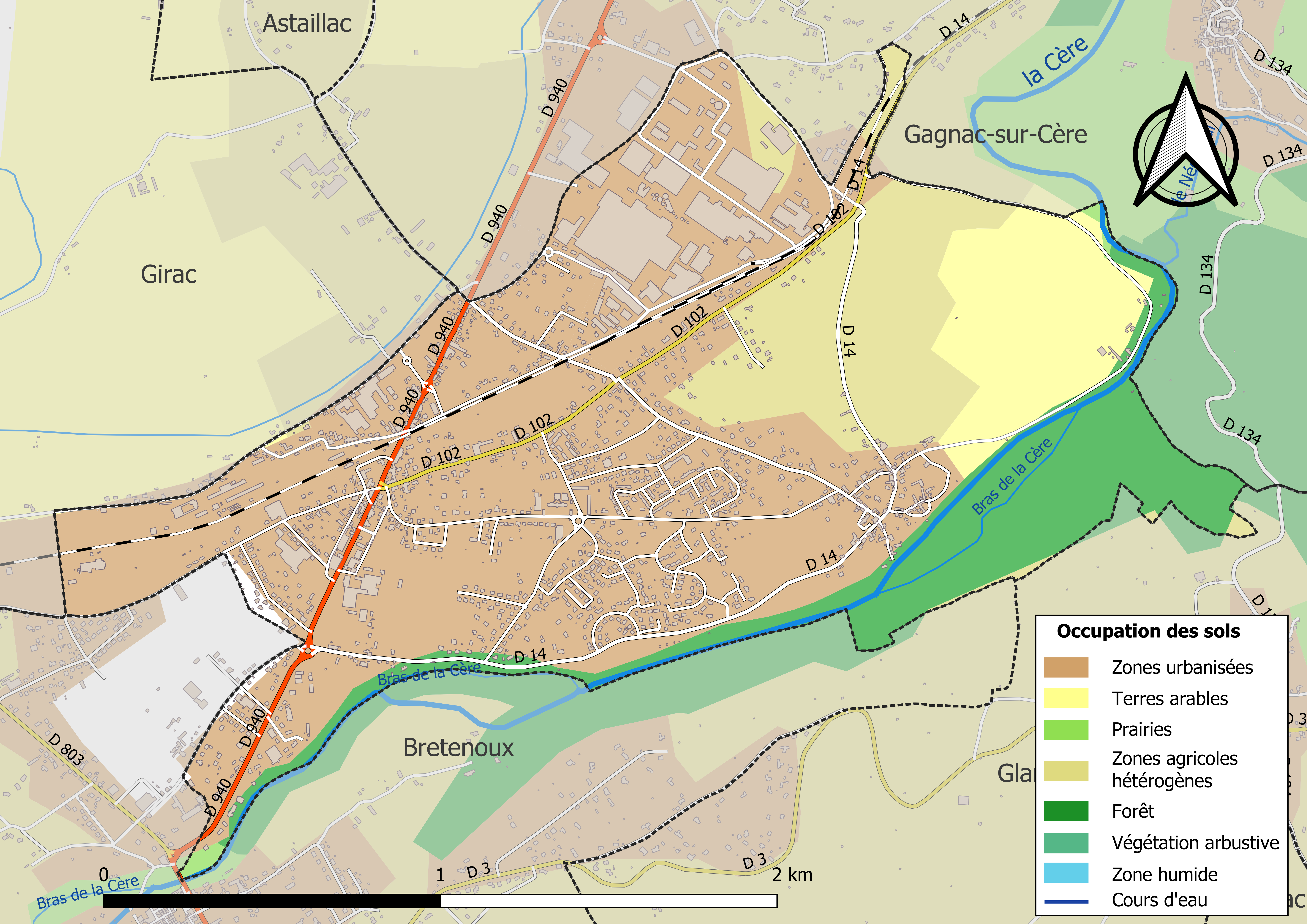
Carte des infrastructures et de l'occupation des sols de la commune en 2018 (CLC).

### Risques majeurs
Le territoire de la commune de Biars-sur-Cère est vulnérable à différents aléas naturels : météorologiques (tempête, orage, neige, grand froid, canicule ou sécheresse), inondations, feux de forêts, mouvements de terrains et séisme (sismicité très faible). Il est également exposé à trois risques technologiques,  le transport de matières dangereuses et  le risque industriel et la rupture d'un barrage, et à un risque particulier : le risque de radon. Un site publié par le BRGM permet d'évaluer simplement et rapidement les risques d'un bien localisé soit par son adresse soit par le numéro de sa parcelle.

#### Risques naturels
Certaines parties du territoire communal sont susceptibles d’être affectées par le risque d’inondation par débordement de cours d'eau, notamment la Cère. La cartographie des zones inondables en ex-Midi-Pyrénées réalisée dans le cadre du XIe Contrat de plan État-région, visant à informer les citoyens et les décideurs sur le risque d’inondation, est accessible sur le site de la DREAL Occitanie. La commune a été reconnue en état de catastrophe naturelle au titre des dommages causés par les inondations et coulées de boue survenues en 1982, 1999, 2018 et 2021,.
Biars-sur-Cère est exposée au risque de feu de forêt. Un plan départemental de protection des forêts contre les incendies a été approuvé par arrêté préfectoral le 30 novembre 2015 pour la période 2015-2025. Les propriétaires doivent ainsi couper les broussailles, les arbustes et les branches basses sur une profondeur de 50 mètres, aux abords des constructions, chantiers, travaux et installations de toute nature, situées à moins de 200 mètres de terrains en nature
de bois, forêts, plantations, reboisements, landes ou friches. Le brûlage des déchets issus de l’entretien des parcs et jardins des ménages et des collectivités est interdit. L’écobuage est également interdit, ainsi que les feux de type méchouis et barbecues, à l’exception de ceux prévus dans des installations fixes (non situées sous couvert d'arbres) constituant une dépendance d'habitation.

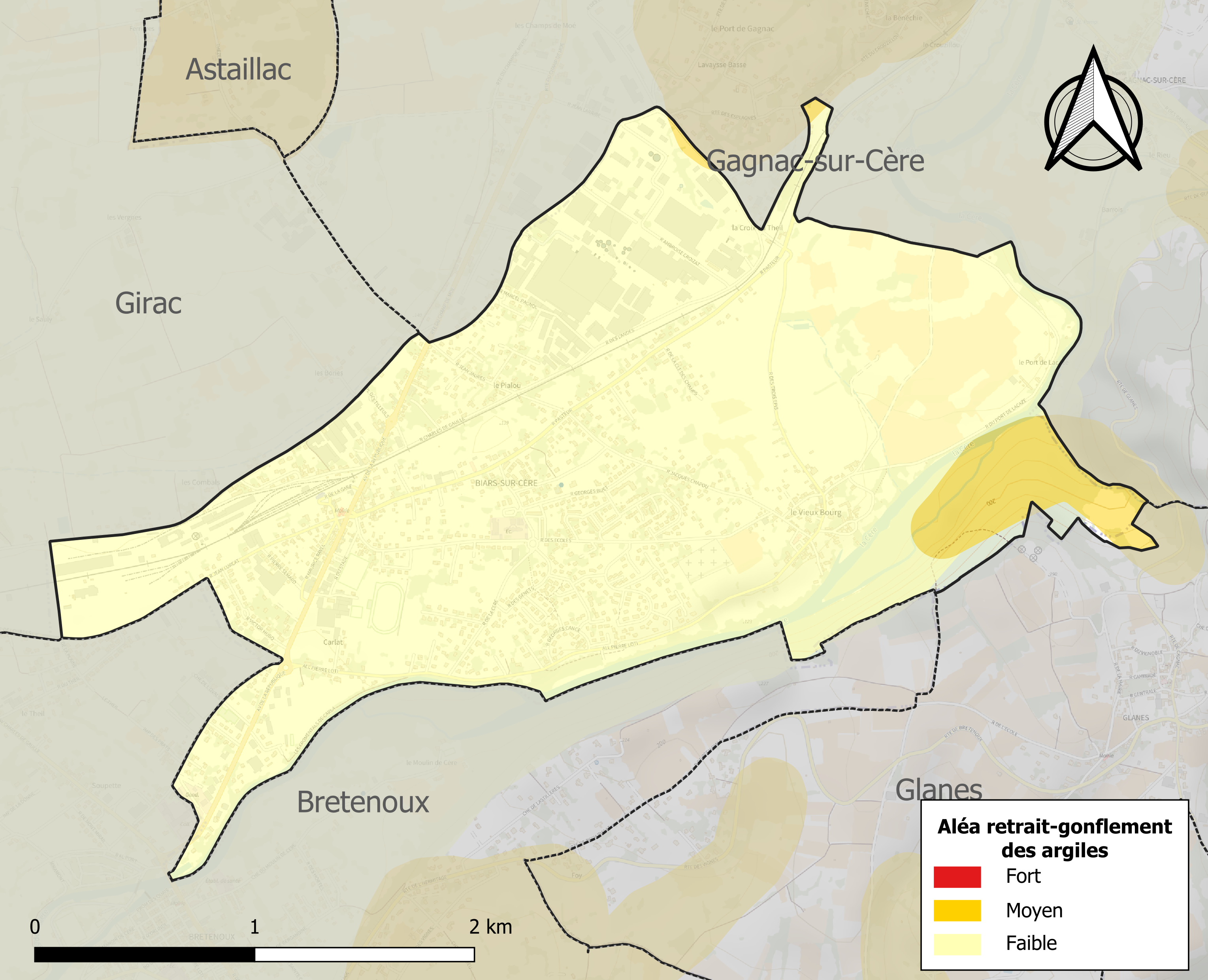
Carte des zones d'aléa retrait-gonflement des sols argileux de Biars-sur-Cère.

Les mouvements de terrains susceptibles de se produire sur la commune sont des glissements de terrain et des tassements différentiels.
Le retrait-gonflement des sols argileux est susceptible d'engendrer des dommages importants aux bâtiments en cas d’alternance de périodes de sécheresse et de pluie. 4,9 % de la superficie communale est en aléa moyen ou fort (67,7 % au niveau départemental et 48,5 % au niveau national). Sur les 903 bâtiments dénombrés sur la commune en 2019, 0 sont en aléa moyen ou fort, soit 0 %, à comparer aux 72 % au niveau départemental et 54 % au niveau national. Une cartographie de l'exposition du territoire national au retrait gonflement des sols argileux est disponible sur le site du BRGM,.
Par ailleurs, afin de mieux appréhender le risque d’affaissement de terrain, l'inventaire national des cavités souterraines permet de localiser celles situées sur la commune.
Concernant les mouvements de terrains, la commune a été reconnue en état de catastrophe naturelle au titre des dommages causés par des mouvements de terrain en 1999.

#### Risques technologiques
La commune est exposée au risque industriel du fait de la présence sur son territoire d'une entreprise soumise à la directive européenne SEVESO.
Le risque de transport de matières dangereuses sur la commune est lié à sa traversée par une infrastructure ferroviaire. Un accident se produisant sur une telle infrastructure est susceptible d’avoir des effets graves sur les biens, les personnes ou l'environnement, selon la nature du matériau transporté. Des dispositions d’urbanisme peuvent être préconisées en conséquence.
La commune est en outre située en aval des barrages de Saint-Étienne-Cantalès et de Bort-les-Orgues, des ouvrages de classe A disposant d'une retenue de respectivement 133 millions et 477 millions de mètres cubes,. À ce titre elle est susceptible d’être touchée par l’onde de submersion consécutive à la rupture d'un de ces ouvrages

#### Risque particulier
Dans plusieurs parties du territoire national, le radon, accumulé dans certains logements ou autres locaux, peut constituer une source significative d’exposition de la population aux rayonnements ionisants. Certaines communes du département sont concernées par le risque radon à un niveau plus ou moins élevé. Selon la classification de 2018, la commune de Biars-sur-Cère est classée en zone 2, à savoir zone à potentiel radon faible mais sur lesquelles des facteurs géologiques particuliers peuvent faciliter le transfert du radon vers les bâtiments.

## Toponymie
Le toponyme Biars est d'origine germanique avec le radical Wit bois ou ber ours et la terminaison hard voulant dire fort. Sur-Cère a été ajouté en 1934.

## Histoire

### Du Moyen Âge à la Révolution
L’histoire de Biars est liée à celle de la forteresse médiévale voisine, le château de Castelnau, aujourd'hui situé sur la commune de Prudhomat. Le cartulaire de l’abbaye de Beaulieu-sur-Dordogne mentionne Biars dès l’an 893.Le village dépend, au point de vue religieux, de ladite abbaye, dont il est d'abord un prieuré en 911, puis un doyenné en 1399.
Sur le plan administratif, Biars fait partie de la châtellenie de Gagnac, elle-même dépendante de la vicomté de Turenne. Cependant, un procès long de cinq cents ans oppose les vicomtes et les barons de Castelnau pour la possession de Biars. Le procès ne prend fin qu'en 1789. À cette date, Biars, qui compte alors 250 habitants, est érigé en commune. L'autonomie du village gagne la sphère religieuse : en 1803, Biars devient paroisse annexe de Gagnac puis, en 1809, paroisse de plein exercice.

### L'essor économique (XIXeetXXesiècles)

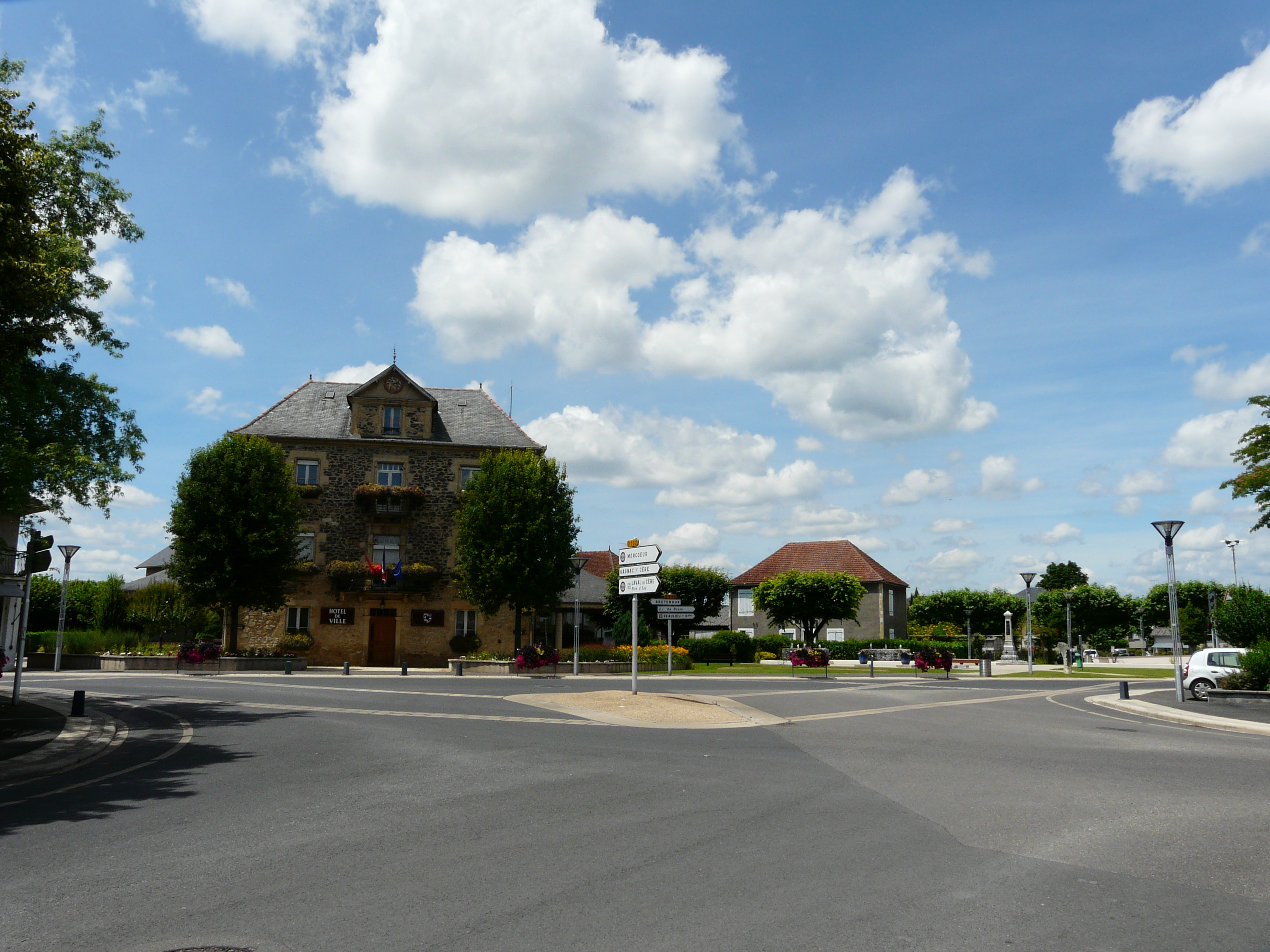
L'hôtel de ville au carrefour des routes départementales 102 et 940.

Le flottage du bois sur la Cère au port de Lacaze[Information douteuse], la construction en 1891 de la ligne ferroviaire Souillac - Saint Denis - Aurillac ainsi que la gare SNCF de Biars donnent à la commune un essor économique grandissant.
Avec la construction de cette ligne ferroviaire s'implante à Biars un chantier de fabrication de traverses en bois destinées à supporter les rails de chemin de fer. Ce chantier, occupant une superficie de 25 hectares et employant près de 150 agents, constitue le seul et unique atelier SNCF en France de fabrique et de traitement de traverses en bois.
Autour de ce nouveau pôle économique s'installent au début du XXe siècle des négociants en fruits, légumes et marchandises de toutes sortes. Deux de ces négociants, dont le confiturier Andros, mettent en place, à partir de 1940, la transformation à l'échelle industrielle des fruits en confiture. Aujourd'hui installé sur la zone d'activité Biars-Gagnac (50 ha), Andros y a implanté son siège social et a consacré la ville de Biars comme « Capitale européenne de la confiture ».
Sur ce même site s'installent des entreprises de la chaudronnerie et de formage de métaux, de fabrication de peintures, de construction de charpente métallique, de transformation du bois, de plats cuisinés, de transport, de bureaux d'études en mécanique de précision, qui font de Biars un des plus importants pôles industriels du département, générant plus de 1 200 emplois.

## Politique et administration

### Liste des maires
| Période                                  | Période  | Identité                     | Étiquette        | Qualité                                                                          |
| ---------------------------------------- | -------- | ---------------------------- | ---------------- | -------------------------------------------------------------------------------- |
| Les données manquantes sont à compléter. |          |                              |                  |                                                                                  |
| 1792                                     | 1798     | Étienne Lacaze               |                  |                                                                                  |
| 1798                                     | 1799     | Jean Lareginie               |                  |                                                                                  |
| 1799                                     | 1805     | Pierre Pondisse              |                  |                                                                                  |
| 1805                                     | 1815     | Bernard Verdier              |                  |                                                                                  |
| 1815                                     | 1821     | Pierre Paul Lacaze           |                  |                                                                                  |
| 1821                                     | 1831     | Jean-baptiste Vaur           |                  |                                                                                  |
| 1831                                     | 1837     | Jacques Ignace Molinie       |                  |                                                                                  |
| 1837                                     | 1848     | Jean-baptiste Vaur           |                  |                                                                                  |
| 1848                                     | 1850     | Jean-baptiste Molinie        |                  |                                                                                  |
| 1850                                     | 1857     | Louis Molinie                |                  |                                                                                  |
| 1857                                     | 1865     | Jean-baptiste Adolphe Lauman |                  |                                                                                  |
| 1865                                     | 1878     | Louis Fourneaux              |                  |                                                                                  |
| 1878                                     | 1882     | Jean Guy                     |                  |                                                                                  |
| 1882                                     | 1884     | Antoine Ponchie              |                  |                                                                                  |
| 1884                                     | 1888     | Jean-Louis Bonnal            |                  |                                                                                  |
| 1888                                     | 1893     | Louis Fourneaux              |                  |                                                                                  |
| 1893                                     | 1900     | Antoine Ponchie              |                  |                                                                                  |
| 1900                                     | 1901     | Eugène Fages                 |                  |                                                                                  |
| 1901                                     | 1913     | Jean Marbouty                |                  |                                                                                  |
| 1913                                     | 1916     | Armand Molinie               |                  |                                                                                  |
| 1916                                     | 1918     | Louis Cance                  |                  |                                                                                  |
| 1918                                     | 1926     | Armand Molinie               |                  |                                                                                  |
| 1926                                     | 1929     | Ernest Durrieu               |                  |                                                                                  |
| 1929                                     | 1941     | Étienne Chazoule             | Bloc des Gauches | Conseiller d'arrondissement (1934 → 1940)                                        |
| 1941                                     | 1943     | Jules Mounal                 |                  |                                                                                  |
| 1943                                     | 1944     | Albert Genibre               |                  |                                                                                  |
| 1944                                     | 1947     | Émile Salesse                |                  |                                                                                  |
| 1947                                     | 1959     | Barthélémy Mazet             |                  |                                                                                  |
| 1959                                     | 1977     | Jean Larribe                 |                  |                                                                                  |
| 1977                                     | 1981     | Pierre Siaube                | UG               |                                                                                  |
| 1981                                     | 1989     | Georges Gratacap             | PCF              |                                                                                  |
| 1989                                     | 2014     | Albert Salle                 | PCF              | Employé, ancien premier adjoint Conseiller général de Bretenoux (2008 → 2015)    |
| 2014                                     | 2024     | Élie Autemayou               | PCF              | Ancien cadre Réélu pour le mandat 2020-2026 Démissionnaire pour raisons de santé |
| 2024                                     | En cours | Angèle Préville              | PS               | Professeure de physique-chimie retraitée Sénatrice du Lot (2017 → 2023)          |

Elle fait partie du Pays de la Vallée de la Dordogne lotoise.

### Politique environnementale

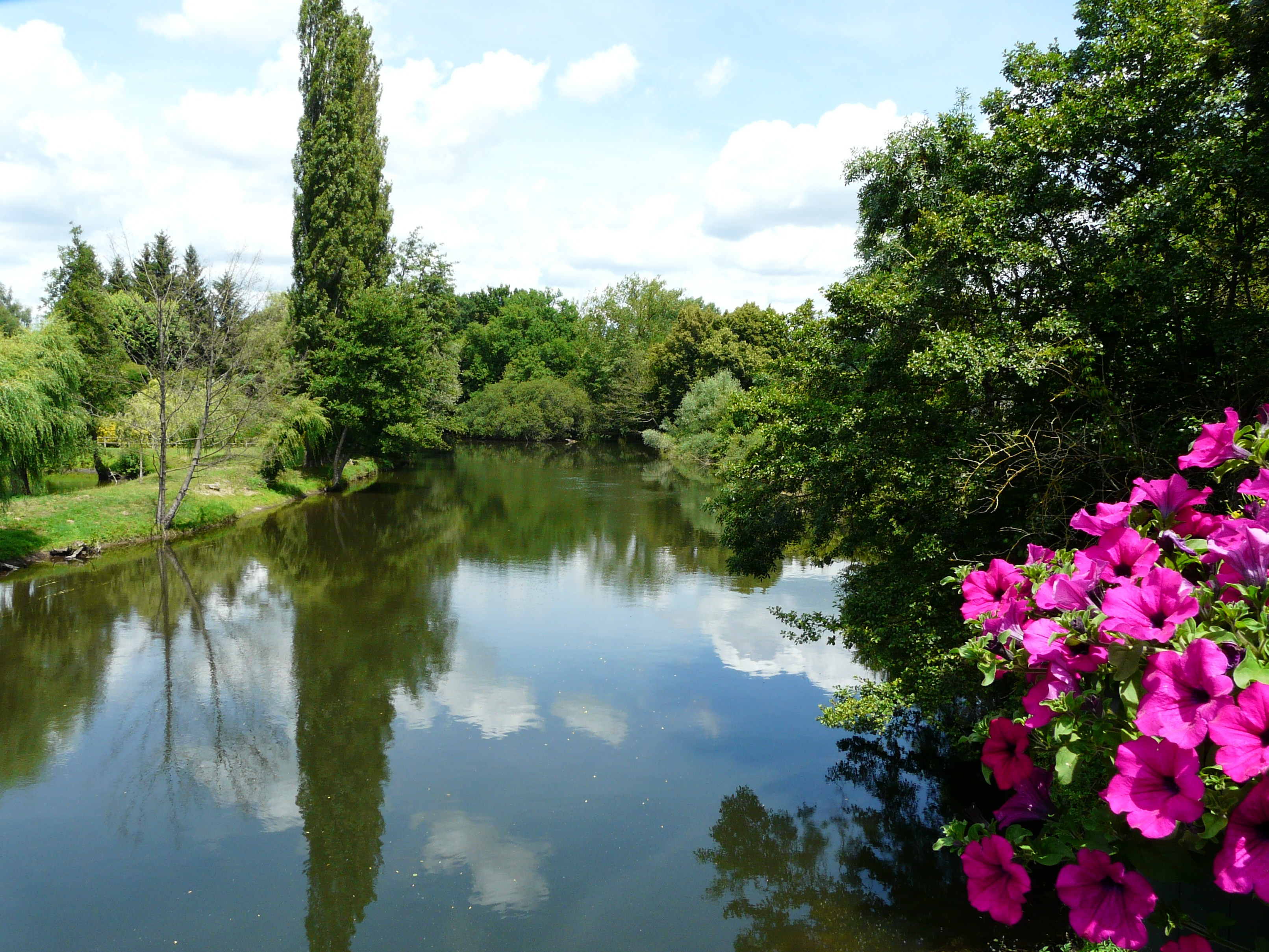
La Cère entre Biars-sur-Cère et Bretenoux.

Biars est récompensée par deux fleurs au palmarès du concours des villes et villages fleuris.

## Population et société
Aire urbaine de Biars-sur-Cère

### Démographie
Ses habitants sont appelés les Biarnais(es).
L'évolution du nombre d'habitants est connue à travers les recensements de la population effectués dans la commune depuis 1793. Pour les communes de moins de 10 000 habitants, une enquête de recensement portant sur toute la population est réalisée tous les cinq ans, les populations de référence des années intermédiaires étant quant à elles estimées par interpolation ou extrapolation. Pour la commune, le premier recensement exhaustif entrant dans le cadre du nouveau dispositif a été réalisé en 2005.

En 2022, la commune comptait 1 968 habitants, en évolution de −6,64 % par rapport à 2016 (Lot : +1,31 %, France hors Mayotte : +2,11 %).
| 1793 | 1800 | 1806 | 1821 | 1831 | 1836 | 1841 | 1846 | 1851 |
| ---- | ---- | ---- | ---- | ---- | ---- | ---- | ---- | ---- |
| 228  | 206  | 235  | 307  | 309  | 303  | 315  | 292  | 309  |

| 1856 | 1861 | 1866 | 1872 | 1876 | 1881 | 1886 | 1891 | 1896 |
| ---- | ---- | ---- | ---- | ---- | ---- | ---- | ---- | ---- |
| 287  | 298  | 275  | 304  | 304  | 266  | 274  | 383  | 404  |

| 1901 | 1906 | 1911 | 1921 | 1926 | 1931 | 1936 | 1946 | 1954 |
| ---- | ---- | ---- | ---- | ---- | ---- | ---- | ---- | ---- |
| 408  | 431  | 452  | 513  | 627  | 700  | 734  | 750  | 810  |

| 1962  | 1968  | 1975  | 1982  | 1990  | 1999  | 2005  | 2006  | 2010  |
| ----- | ----- | ----- | ----- | ----- | ----- | ----- | ----- | ----- |
| 1 037 | 1 273 | 1 758 | 1 954 | 2 023 | 1 983 | 2 003 | 1 988 | 1 906 |

| 2015  | 2020  | 2022  | - | - | - | - | - | - |
| ----- | ----- | ----- | - | - | - | - | - | - |
| 2 082 | 1 998 | 1 968 | - | - | - | - | - | - |

| selon la population municipale des années : | 1968 | 1975 | 1982 | 1990 | 1999 | 2006 | 2009 | 2013 |
| Rang de la commune dans le département      | 14   | 9    | 10   | 10   | 10   | 10   | 10   | 10   |
| Nombre de communes du département           | 340  | 340  | 340  | 340  | 340  | 340  | 340  | 340  |

### Enseignement
Biars possède : 
- une école primaire ;
- une bibliothèque ;
- une Cyber base.

### Sports

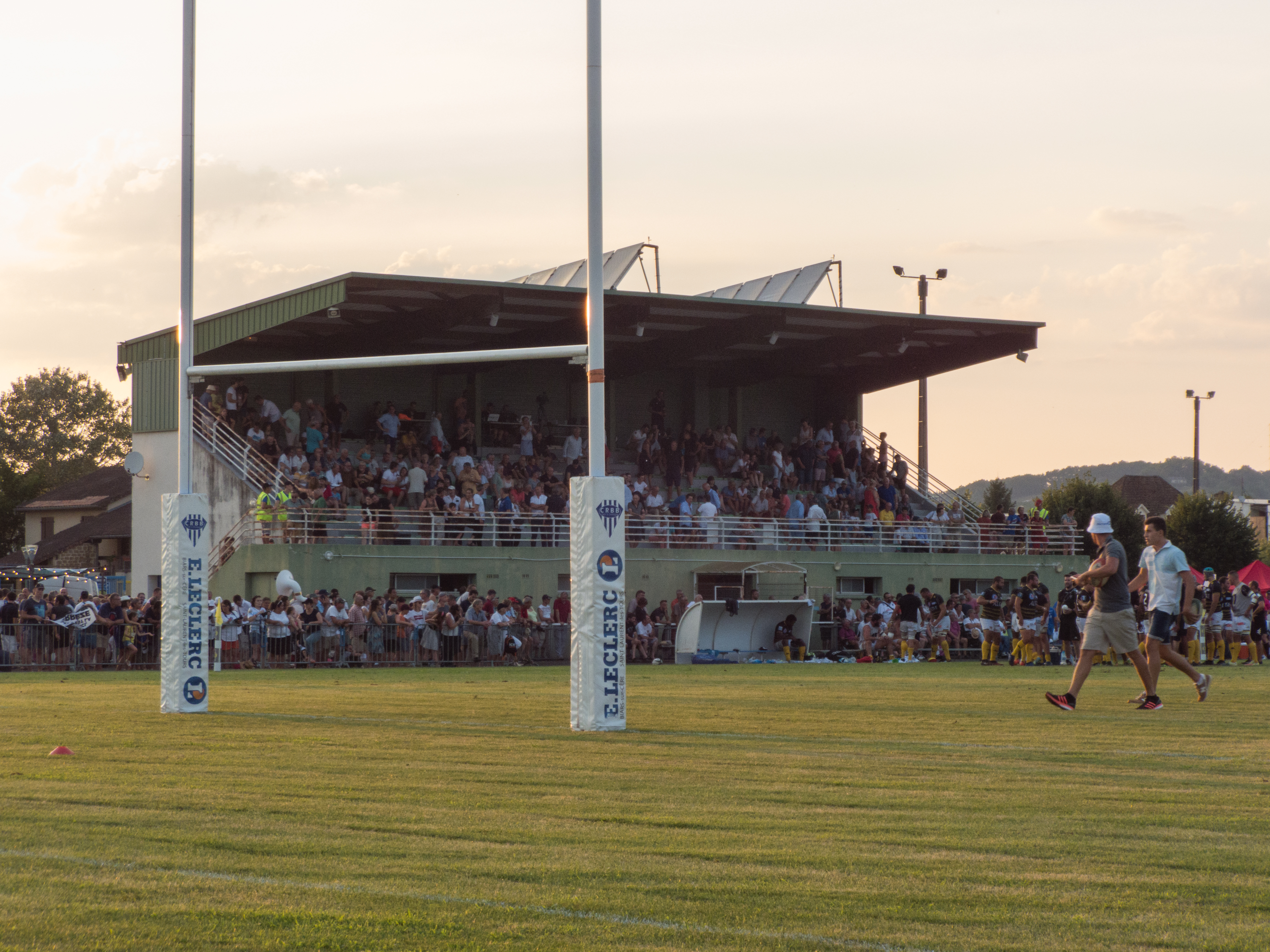
Le stade municipal de Biars-sur-Cère.

La commune est dotée de plusieurs équipements sportifs :
- une piscine municipale (ouverte uniquement en été) ;
- un gymnase ;
- un terrain de football ;
- un terrain de rugby ;
- un dojo.

Évènement : Tour du Limousin 1995.

## Économie

### Revenus
En 2018, la commune compte 922 ménages fiscaux, regroupant 1 962 personnes. La médiane du revenu disponible par unité de consommation est de 19 400 € (20 740 € dans le département).

### Emploi
|                | 2008  | 2013  | 2018  |
| -------------- | ----- | ----- | ----- |
| Commune        | 8,1 % | 10 %  | 8,6 % |
| Département    | 7,3 % | 8,9 % | 9,6 % |
| France entière | 8,3 % | 10 %  | 10 %  |

En 2018, la population âgée de 15 à 64 ans s'élève à 1 194 personnes, parmi lesquelles on compte 77,3 % d'actifs (68,7 % ayant un emploi et 8,6 % de chômeurs) et 22,7 % d'inactifs,. En  2018, le taux de chômage communal (au sens du recensement) des 15-64 ans est inférieur à celui de la France et département, alors qu'en 2008 il était supérieur à celui du département et inférieur à celui de la France.
La commune est la commune-centre de l'aire d'attraction de Biars-sur-Cère - Saint-Céré,. Elle compte 2 652 emplois en 2018, contre 2 675 en 2013 et 2 287 en 2008. Le nombre d'actifs ayant un emploi résidant dans la commune est de 833, soit un indicateur de concentration d'emploi de 318,5 % et un taux d'activité parmi les 15 ans ou plus de 54,1 %.
Sur ces 833 actifs de 15 ans ou plus ayant un emploi, 450 travaillent dans la commune, soit 54 % des habitants. Pour se rendre au travail, 77,4 % des habitants utilisent un véhicule personnel ou de fonction à quatre roues, 0,1 % les transports en commun, 19,6 % s'y rendent en deux-roues, à vélo ou à pied et 2,9 % n'ont pas besoin de transport (travail au domicile).

### Activités hors agriculture

#### Secteurs d'activités
165 établissements sont implantés  à Biars-sur-Cère au 31 décembre 2019. Le tableau ci-dessous en détaille le nombre par secteur d'activité et compare les ratios avec ceux du département,.
| Secteur d'activité                                                                                        | Commune | Commune | Département |
| Secteur d'activité                                                                                        | Nombre  | %       | %           |
| --- | ------- | ------- | ----------- |
| Ensemble                                                                                                  | 165     | 100 %   | (100 %)     |
| Industrie manufacturière, industries extractives et autres                                                | 21      | 12,7 %  | (14 %)      |
| Construction                                                                                              | 19      | 11,5 %  | (13,9 %)    |
| Commerce de gros et de détail, transports, hébergement et restauration                                    | 55      | 33,3 %  | (29,9 %)    |
| Information et communication                                                                              | 2       | 1,2 %   | (1,8 %)     |
| Activités financières et d'assurance                                                                      | 11      | 6,7 %   | (2,8 %)     |
| Activités immobilières                                                                                    | 6       | 3,6 %   | (3,5 %)     |
| Activités spécialisées, scientifiques et techniques et activités de services administratifs et de soutien | 17      | 10,3 %  | (13,5 %)    |
| Administration publique, enseignement, santé humaine et action sociale                                    | 22      | 13,3 %  | (12 %)      |
| Autres activités de services                                                                              | 12      | 7,3 %   | (8,7 %)     |

Le secteur du commerce de gros et de détail, des transports, de l'hébergement et de la restauration est prépondérant sur la commune puisqu'il représente 33,3 % du nombre total d'établissements de la commune (55 sur les 165 entreprises implantées  à Biars-sur-Cère), contre 29,9 % au niveau départemental.

#### Entreprises et commerces
Les cinq entreprises ayant leur siège social sur le territoire communal qui génèrent le plus de chiffre d'affaires en 2020 sont : 
- Biars Distribution, magasins multi-commerces (34 971 k€)
- Sob Soc Fabriq Peint Vernis Oinville, fabrication de peintures, vernis, encres et mastics (13 471 k€)
- Etablissements Boy SARL, commerce de gros (commerce interentreprises) de fruits et légumes (6 762 k€)
- Techniques Et Formages (Abregee En T&F Ou TF), découpage, emboutissage (5 399 k€)
- B46, activités des agences de travail temporaire (3 494 k€)

Biars est le haut lieu des confitures, depuis qu'y est installée la direction du groupe Andros ainsi que ses usines de compote Andros et de confiture Bonne Maman (830 salariés), ainsi que celle du groupe Boin-Materne (170 salariés). D'autres ateliers s'y sont établis : entremets et desserts Tradifrais (150 salariés), peintures et vernis SOB (50 salariés), mécanique Techniques et Formages (40 salariés) et CFM (25 salariés), centre commercial Leclerc (90 salariés), transports Dumont (20 salariés) et les Établissements Boy-Maury (15 salariés) primeurs et grossiste en noix.

### Agriculture
|               | 1988 | 2000 | 2010 | 2020 |
| ------------- | ---- | ---- | ---- | ---- |
| Exploitations | 16   | 14   | 10   | 4    |
| SAU (ha)      | 91   | 72   | 47   | 9    |

La commune est dans la vallée de la Dordogne », une petite région agricole occupant du petite partie (7 communes) du nord du territoire du département du Lot. En 2020, l'orientation technico-économique de l'agriculture  sur la commune est la culture de fruits ou d'autres cultures permanentes. Quatre exploitations agricoles ayant leur siège dans la commune sont dénombrées lors du recensement agricole de 2020 (16 en 1988). La superficie agricole utilisée est de 9 ha,,.

## Culture locale et patrimoine

### Lieux et monuments
- Église Saint-Joseph de Biars-sur-Cère.

### Personnalités liées à la commune
- René Vidal
- David Moncoutié, coureur cycliste

### Héraldique
| Armes de Biars-sur-Cère | Les armes de Biars-sur-Cère se blasonnent ainsi : « Écartelé : au premier et au quatrième d'argent à la manufacture à deux cheminées de sable, au deuxième d'azur à la voie ferrée (rail) d'argent posée en fasce, au troisième d'azur à la fasce ondée d'argent, le tout enfermé dans une bordure de gueules chargée de huit besants d'or ; sur le tout, coticé d'or et de gueules (ce blason a été créé par Frédéric Luz (Armorial de France et d'Europe n°2 1991)). » |